# James Heneghan
James Heneghan (* 7. Oktober 1930 in Liverpool; † 23. April 2021) war ein kanadischer Schriftsteller englischer Herkunft. Er zählte zu den führenden kanadischen Jugendbuchautoren seiner Zeit.

## Leben
Heneghan wuchs in Liverpool und Belfast auf und besuchte die De La Salla School in Liverpool. Von 1949 bis 1951 war er bei der Royal Air Force. Danach war er bei der Polizei und Büroangestellter.
1957 zog er nach British Columbia (Kanada), wo er als Fingerabdruckspezialist bei der Polizei von Vancouver für zwölf Jahre arbeitete. Mit 39 Jahren schrieb er sich in der Simon Fraser University ein und erhielt dort seinen Abschluss in Englisch und Politik. Danach arbeitete er 20 Jahre lang als Lehrer an der Burnaby School.
Nachdem er in Rente gegangen war, betätigte sich Heneghan aus finanziellen Gründen als Autor. Ab 1980 veröffentlichte er regelmäßig Kinder- und Jugendromane. Viele seiner Geschichten haben einen historischen Hintergrund. Ihre Anerkennung bekommen sie vor allem für ihren Realismus und ihre Spannung.
Mehrfach wurde Heneghan für seine Werke ausgezeichnet. Unter anderem erhielt er 1994 für seinen Roman Torn Away als bester Jugendkriminalroman den Arthur Ellis Award. 1995 stand er auf der Shortlist des kanadischen Sheila A. Egoff Children’s Literature Prize mit Torn Away und drei Jahre später gewann er den Preis mit Wish Me Luck, das 2017 auch mit dem Phoenix Award ausgezeichnet wurde.
Zuletzt lebte er mit seiner Frau Lucy in Vancouver; er hatte vier erwachsene Kinder.

## Werke
- Blue
- Declan Doyle, abgeschoben („Torn Away“). dtv, München 2004, ISBN 3-423-78088-6.
- Goodbye Carleton High
- The grave
- Hit Squad
- Im Schutz des kleinen Volkes („Flood“). dtv, München 2006, ISBN 3-423-70977-4.
- Nannycatch chronicles
- The O'Brien Detective Agency (mehrere Bde.)
- Promises to come
- Safe House ISBN 978-3-12-536311-3
- Waiting for Sarah
- Wish Me Luck. Aus dem Englischen von Andreas Steinhöfel. dtv, München 1999, ISBN 978-3-423-78138-1.
- Bank Job